# Tiểu Thời Đại 2
Tiểu Thời Đại 2 hay Tiểu Thời Đại: Thanh Mộc Thời Đại (小时代：青木时代) là phim điện ảnh tình cảm Trung Quốc được viết kịch bản và đạo diễn bởi Quách Kính Minh và là phần tiếp theo của phim điện ảnh Tiểu Thời Đại năm 2013.
Phim được quay cùng với phần một được dựa trên phần hai của cuốn tiểu thuyết cùng tên của đạo diễn Quách Kính Minh  và ra mắt khán giả tại Trung Quốc vào ngày 8 tháng 8 năm 2013. Tiểu Thời Đại 3 cũng nhanh chóng khởi quay và ra mắt khán giả vào ngày 17 tháng 7 năm 2014.

## Kế hoạch quảng bá

### Tuyên truyền
Đạo diễn Quách Kính Minh đã công bố ý tưởng cho phần tiếp theo của Tiểu Thời Đại là "Bóng tối vô biên xung quanh bạn" trên mạng đã gây chú ý đối với khán giả và ngay sau đó đã tung ra loạt poster với chủ đề nước mắt, trong đó các diễn viên chính đều đang rơi lệ.

### Phát hành sớm
Bộ phim dự định ra mắt vào dịp Tết Nguyên Đán năm 2013 nhưng trước đó Tiểu Thời Đại 1.0 lại phát hành trước vào cuối tháng 6 đã có doanh thu ấn tượng nên đành phải hủy bỏ lịch chiếu vào dịp Tết. Phim được đổi lại ngày ra mắt vào ngày 9 tháng 8 năm 2013  nhưng cuối cùng ngày công chiếu lại đổi là 8 tháng 8 năm 2013

### Doanh thu phòng vé
Phim ra rạp tại Trung Quốc ngày 8 tháng 8 năm 2013, và thu về 54 triệu Nhân dân tệ (tính trong ngày đầu tiên), đứng thứ 4 về doanh thu trong năm cho các phim nội địa (các bộ phim đứng trong top 3 có Đại náo thiên cung 2013, Tiểu Thời Đại, Họa bì 2).
Ngày đầu tiên hôm thứ 5 tại phòng vé là 172 triệu Nhân dân tệ, đứng hạng thứ hai của phòng vế trong tuần đó.
Đến ngày 1 tháng 9 tổng doanh thu là 297 triệu Nhân dân tệ Doanh thu tại Đài Bắc là 2, 76 triệu Đài tệ.

## Diễn viên
| Vai              | Diễn viên        | Chú thích                                       |
| ---------------- | ---------------- | ----------------------------------------------- |
| Lâm Tiêu         | Dương Mịch       | Biên tập viên tạp chí M.E, trợ lý của Cung Minh |
| Cố Lý            | Quách Thái Khiết | Bạn thân của Lâm Tiêu, bạn gái của Cố Nguyên    |
| Cố Nguyên        | Kha Chấn Đông    | Bạn trai của Cố Ly                              |
| Cung Minh        | Phượng Tiểu Nhạc | Tổng biên tập tạp chí ME, ông chủ của Lâm Tiêu  |
| Nam Tương        | Quách Bích Đình  | Bạn của Lâm Tiêu                                |
| Châu Sùng Quang  | Trần Học Đông    | Nhà phê bình của M.E                            |
| Đường Uyển Như   | Tạ Y Lâm         | Bạn của Lâm Tiêu, Cố Ly và Nam Tương            |
| Giản Khê         | Lý Duyệt Minh    | Bạn trai của Lâm Tiêu, bạn thân của Cố Nguyên   |
| Tịch Thành       | Khương Triều     | Bạn trai của Nam Tương                          |
| Kitty            | Thương Khản      | Thư ký của Cung Minh                            |
| Vệ Hải           | Đỗ Thiên Hạo     | Người Đường Uyển Như theo đuổi                  |
| Diệp Truyền Bình | Vương Lâm        | Mẹ của Cố Nguyên                                |
| Viên Nghệ        | Đinh Xảo Duy     | Đối tượng đi xem mặt của Cố Nguyên              |
| Doris            | Trần Bội Kì      | Thư ký cũ của Cung Minh                         |